# Placidochromis rotundifrons
Placidochromis rotundifrons är en fiskart som beskrevs av Mark Hanssens 2004. Placidochromis rotundifrons ingår i släktet Placidochromis och familjen Cichlidae. Inga underarter finns listade i Catalogue of Life.